# Dendrobium neuroglossum
Dendrobium neuroglossum är en orkidéart som beskrevs av Rudolf Schlechter. Dendrobium neuroglossum ingår i släktet Dendrobium, och familjen orkidéer. Inga underarter finns listade i Catalogue of Life.